# Mastodínia
La mastàlgia o mastodínia (del grec, masto- (mama) i algos (dolor), dolor de mama), és el símptoma mèdic de les molèsties a la mama. El dolor que implica els dos pits i que es produeix sovint abans del període menstrual no és generalment greu. El dolor que implica només una part del pit és més rellevant. És particularment important si també hi ha un bony al pit o una descàrrega dels mugrons.
Les causes poden estar relacionades amb el cicle menstrual, els anticonceptius orals, la teràpia hormonal o la medicació psiquiàtrica. El dolor també pot ocórrer en dones amb pits grans, durant la menopausa i al principi de l'embaràs. En aproximadament el 2% dels casos, la mastàlgia està relacionada amb el càncer de mama. El diagnòstic implica l'exploració mamària, amb imatge mèdica si només fa mal una part específica de la mama.
En més del 75% de les persones, el dolor es resol sense cap tractament específic. En cas contrari, els tractaments poden incloure paracetamol o AINE. Un sostenidor adequat també pot ajudar. En aquells casos amb dolor sever es pot utilitzar tamoxifen o danazol.
Al voltant del 70% de les dones pateixen mastàlgia en algun moment. El dolor de mama és un dels símptomes més freqüents del pit, juntament amb els bonys del pit i la descàrrega del mugró.

## Causes
Sovint s'associa el dolor cíclic de la mama amb canvis del teixit mamari o amb l'ectàsia ductal, i es creu que és causat per canvis de resposta de la prolactina a la tirotropina. Un cert grau de sensibilitat cíclica de mama és normal en el cicle menstrual, i generalment s'associa amb la menstruació i / o la síndrome premenstrual (SPM).
El dolor no cíclic té diverses causes i és més difícil de diagnosticar. Sovint el dolor no cíclic té el seu origen fora del pit. Normalment, hi ha algun grau de sensibilitat no cíclica de mama a causa dels canvis hormonals en la pubertat (tant en les nenes com en els nens), en la menopausa i durant l'embaràs. Després de l'embaràs, el dolor al pit pot ser causat per la lactància materna. Altres causes del dolor mamari no cíclic són l'alcoholisme amb danys hepàtics (probablement a causa del metabolisme anormal dels esteroides), la mastitis i medicaments com la digitalis, la metildopa (antihipertensiva), l'espironolactona, certs diürètics, l'oximetolona (un esteroide anabòlic) i la clorpromazina (un antipsicòtic típic). A més a més, l'herpes pot causar una erupció amb butllofes doloroses a la pell dels pits.

### Càncer de mama
Algunes dones que tenen dolor en un o en els dos pits poden tenir càncer de mama. No obstant això, el dolor mamari no és un símptoma comú del càncer. La gran majoria dels casos de càncer de mama no presenten símptomes de dolor, tot i que és més probable que el dolor en les dones grans estigui associat amb càncer.

## Diagnosi
El diagnòstic inclou l'exploració mamària, amb imatges mèdiques si només fa mal una part específica de la mama. Es recomana la realització d'imatges mèdiques per ultrasons per a totes les edats; a les dones majors de 30 anys es recomana juntament amb la mamografia.
Resoldre les altres causes possibles del dolor és una manera de diferenciar la font del dolor. La mastàlgia es pot deure a:
- abús físic
- abús sexual
- adenoma d'hipòfisi (sovint amb descàrrega de mugró)
- angina de pit
- ansietat i depressió
- bloqueig de les glàndules mamàries
- cirurgia o biòpsia
- dolor muscular de la paret toràcica
- ectàsia ductal mamària (sovint amb descàrrega de mugró)
- embaràs[7][9]
- engordiment mamari
- fibroadenoma
- fibromiàlgia
- herpes simple[10]
- herpes zòster
- infecció per candidiasi cutània[11]
- lactància[9]
- malaltia per reflux gastroesofàgic[8]
- mastitis[7][8]
- mastopatia quística difusa[9]
- menopausa[7]
- menstruació i síndrome premenstrual[7][9]
- mugrons adolorits i mugrons esquerdats[12][13]
- neuràlgia
- perimenopausa[9]
- pubertat (tant en nois com en noies)[7]
- sexe dur consentit
- síndrome de Tietze (costelles adolorides)
- sostenidor[7][9]
- teràpia hormonal substitutiva[9]
- traumatismes físics (incloent caigudes)

Alguns medicaments es poden associar amb dolors de mama i inclouen:
- Clorpromazina
- Preparats de digitalis
- Diürètics
- Espironolactona[7]
- Metildopa
- Oximetolona

Les proves de diagnòstic poden ser útils. Les proves típiques utilitzades són la mamografia, la biòpsia per excisió de teixit, punció aspirativa amb agulla fina i biòpsia, la prova d'embaràs, l'ecografia i la imatge per ressonància magnètica (IRM).

## Tractament
En més del 75% de les persones, el dolor es resol sense cap tractament específic. En cas contrari, els tractaments poden incloure paracetamol o AINE. Un sostenidor adequat també pot ajudar. En aquells amb dolor sever es pot utilitzar tamoxifen o danazol. També s'utilitza la bromocriptina.
L'espironolactona, les baixes dosi d'anticonceptius orals, i les dosi baixes d'estrogens poden ajudar a alleujar el dolor. Es poden utilitzar medicaments antiinflamatoris tòpics per al dolor localitzat. No són eficaços per alleujar el dolor la vitamina E ni l'oli de bella de nit (Oenothera biennis). No s'han trobat consistentment com a beneficioses la vitamina B₆ i la vitamina A. El lli (Linum usitatissimum) ha mostrat alguna activitat en el tractament de la mastàlgia cíclica.
El dolor pot ser alleujat amb l'ús d'antiinflamatoris no esteroidals o, per a un dolor localitzat més sever, amb anestèsia local. El dolor pot ser alleujat amb la tranquil·litat que no assenyala un greu problema subjacent, i un estil de vida actiu també pot fer que millori.
La informació sobre com el dolor és real, però no necessàriament causada per la malaltia, pot ajudar a entendre el problema. L'aprenentatge de l'autoexploració mamària ajuda a orientar la dona sobre la textura i estructura normals i esperades del pit i del mugró. Es poden suggerir els exàmens anuals de mama. L'assessorament també pot ser per descriure canvis que varien durant el cicle mensual.
Les dones amb teràpia hormonal substitutiva (THS) poden beneficiar-se d'un ajust de la dosi. Una altra mesura no farmacològica per ajudar a alleujar els símptomes del dolor pot ser utilitzar un bon sostenidor com a suport. Els pits de les dones canvien durant l'adolescència i la menopausa, i la remodelació poden ser beneficiosos. L'aplicació de calor i / o gel pot provocar un alleujament.
Els canvis en la dieta també poden ajudar amb el dolor. Les metilxantines es poden eliminar de la dieta per veure si hi ha una sensibilitat. Alguns metges recomanen una reducció de la sal, encara que no hi ha evidència que redueixi la mastàlgia.